# 扎什恰特湖

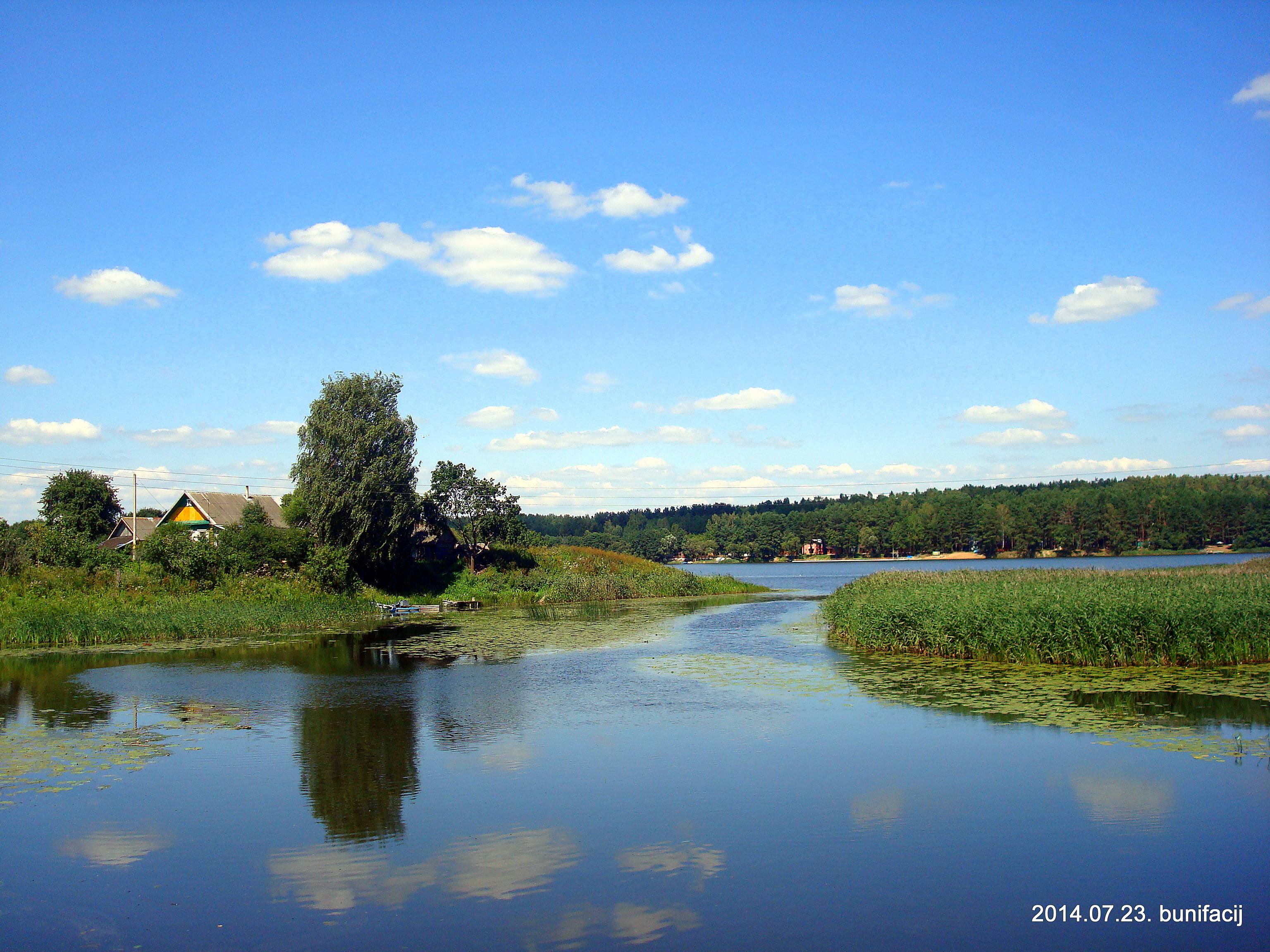
扎什恰特湖

扎什恰特湖（白俄羅斯語：Зашчаты）是白俄羅斯的湖泊，位於波洛茨克以南20公里，由維捷布斯克州負責管轄，長2.1公里、寬0.6公里，面積0.83平方公里，集水區面積660平方公里，湖岸線長度6.35公里，最大水深7米。